# Загородный (Ульяновская область)
Загородный — посёлок в городском округе город Ульяновск Ульяновской области.

## История
Основное предприятие, с которого началось развитие посёлка — райзаготконтора, образованная в 1957 году.
В 1965 году предприятие стало называться совхоз «Белый Ключ». Основной отраслью производства являлось производство мяса – свинины и говядины. Численность работающих составила 250 рабочих. Для привлечения работников началось строительство жилья, построены здания: клуба, магазина, столовой.
Для собственных нужд и нужд работников совхоза содержалось молочное дойное стадо коров.
В 1977 году хозяйство награждено юбилейным Красным Знаменем, являлось участником ВДНХ.
22.12.1986 года Указом Президиума Верховного Совета РСФСР № 1561 переименовано название поселка заготскота в посёлок Загородный.
В 1989 году проведена газификация всех жилых домов.
С 2001 года совхоз вошел в структуру Областного унитарного государственного предприятия. Площадь земель в границах населенных пунктов — 16 га.

## Население
| 2010 |
| ---- |
| 247  |